# Robert E. Lee
Robert Edward Lee (Stratford, Virginia, 19 de enero de 1807-Lexington, 12 de octubre de 1870) fue un general estadounidense conocido por comandar el Ejército Confederado de Virginia del Norte durante la Guerra de Secesión desde 1862 hasta su rendición en 1865. Hijo de Henry Lee III, oficial durante la Guerra de Independencia de Estados Unidos, Lee se graduó con honores en la academia militar de West Point y fue un destacado oficial e ingeniero militar del ejército de Estados Unidos durante 32 años. En esas tres décadas sirvió por todo su país. Se distinguió durante la Intervención estadounidense en México (1846-1848) y actuó como Superintendente en West Point.
Cuando Virginia declaró su secesión de la Unión en abril de 1861, Lee eligió posicionarse con su estado de origen, a pesar de su deseo de que su país permaneciera intacto y de que le ofrecieron un puesto en el alto mando del ejército de la Unión. Durante el primer año de la guerra de Secesión, Lee sirvió como asesor destacado del presidente confederado Jefferson Davis. Una vez que tomó el mando del principal ejército confederado en 1862, enseguida se distinguió como un astuto estratega y comandante en el campo de batalla, venciendo la mayoría de sus batallas y siempre contra ejércitos de la Unión muy superiores. Su previsión estratégica fue más cuestionable y sus dos grandes ofensivas contra territorio de la Unión acabaron en derrotas. Las tácticas agresivas de Lee, que provocaron numerosas bajas entre sus tropas cuando los confederados contaban con menos hombres, han sido criticadas en tiempos recientes. Lee rindió todo su ejército ante el general Ulysses S. Grant en Appomattox el 9 de abril de 1865. Para entonces ya había asumido el mando de todos los ejércitos que le quedaban a los confederados y otras fuerzas sureñas se rindieron poco después. Lee rechazó la propuesta de mantener una insurgencia contra la Unión y llamó a la reconciliación entre ambos bandos.
Después de la guerra Robert E. Lee apoyó el programa de Reconstrucción del presidente Andrew Johnson, al tiempo que se oponía a las propuestas de los Republicanos Radicales para conceder el voto a los esclavos libertos y retirarlo a los antiguos confederados. Entonces les urgió a repensar sobre su posicionamiento entre Norte y Sur y sobre la reinserción de los confederados en la vida política de la nación. Lee pasó a ser considerado el gran héroe confederado y para algunos un icono de posguerra de la llamada «Causa Perdida de la Confederación». Su popularidad creció incluso en el norte, especialmente después de su muerte en 1870.

## Primeros años
Lee nació el 19 de enero de 1807 en Stratford, condado de Westmoreland, en el estado de Virginia, siendo cuarto hijo del héroe de la Guerra de la Independencia de Estados Unidos Henry Lee («Lighthorse Harry») y Anne Hill (nacida Carter) Lee. Poco se sabe de la juventud de Robert E. Lee, ya que no habló mucho de ella. Ingresó en la Academia Militar de West Point en 1825, donde se graduó en 1829 (segundo de 46) con el grado de alférez del Cuerpo de Ingenieros del Ejército.
La familia de Anne Lee recibía a menudo el apoyo de un pariente, William Henry Fitzhugh, que era propietario de la casa de la calle Oronoco y permitía a los Lee alojarse en su casa de campo Ravensworth. Fitzhugh escribió al Secretario de Guerra de los Estados Unidos, John C. Calhoun, instándole a que Robert recibiera un nombramiento para la Academia Militar de los Estados Unidos en West Point. Fitzhugh hizo que el joven Robert entregara la carta. Lee ingresó en West Point en el verano de 1825. En aquella época, el plan de estudios se centraba en la ingeniería; el jefe del Cuerpo de Ingenieros del Ejército de los Estados Unidos supervisaba la escuela y el superintendente era un oficial de ingeniería. A los cadetes no se les permitía salir hasta que terminaban dos años de estudios y rara vez se les permitía salir del recinto de la academia. Lee se graduó como segundo de su promoción por detrás de Charles Mason, que renunció al Ejército un año después de graduarse. Lee no incurrió en ningún demérito durante sus cuatro años de estudio, una distinción compartida por sólo cinco de sus 45 compañeros de clase. En junio de 1829, Lee fue nombrado brevet teniente segundo del Cuerpo de Ingenieros. Tras su graduación, mientras esperaba su asignación, regresó a Virginia para encontrar a su madre en su lecho de muerte; ella falleció en Ravensworth el 26 de julio de 1829..

## Ingeniero militar

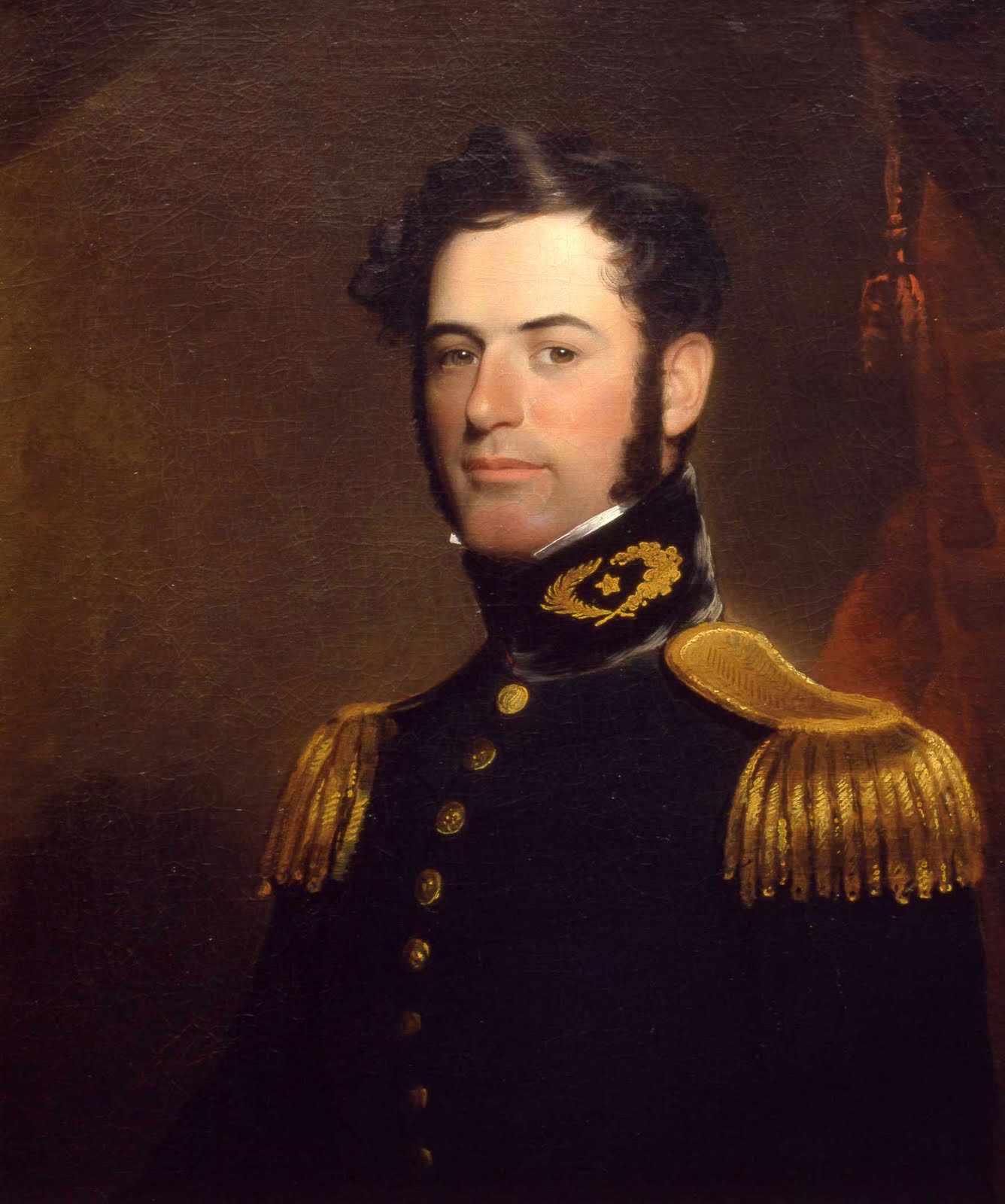
Lee a los 31 años en 1838, como teniente de ingenieros del ejército

Sirve durante varios meses en Fort Pulaski en la Isla Cockspur, Georgia. En 1831, se le transfiere a Fort Monroe, en la península de Virginia, y desempeña un papel importante en la construcción final de Fort Monroe y su opuesto, Fort Calhoun. Fort Monroe está completamente rodeado por un foso. Fort Calhoun, posteriormente renombrado Fort Wool, es construido sobre una isla artificial en mitad del canal de navegación de Old Point Comfort en medio de los montes de Hampton Roads. Cuando se completa la construcción en 1834, se llama a Fort Monroe el "Gibraltar de la Bahía de Chesapeake".
Durante su permanencia en Fort Monroe, se casa con Mary Anna Custis Lee (1808–1873), pariente de Martha Washington, con quien tiene siete hijos: tres niños y cuatro niñas: George Washington Custis, William H. Fitzhugh, Robert Edward, Mary, Annie, Agnes, y Mildred.
Sirve como asistente de la oficina del jefe del Cuerpo de Ingenieros en Washington D. C. de 1834 a 1837, ayudando en el verano de 1835 a marcar la frontera estatal entre Ohio y Míchigan. En 1837, tiene su primer mando de importancia. Como teniente de ingenieros, supervisa las obras de ingeniería en el puerto de San Luis y en los ríos Misisipi y Misuri. Es ascendido por ello a capitán. En 1841, es transferido a Fort Hamilton en el puerto de Nueva York, donde se encarga de la construcción de fortificaciones. Durante ese tiempo es miembro del consejo de la parroquia episcopal de San Juan en Fort Hamilton.

## Guerra Estados Unidos - México
Se distinguió durante la invasión a México (1846–1848). Fue uno de los ayudantes del general Winfield Scott desde Veracruz hasta la Ciudad de México, siendo el artífice de varias de las victorias estadounidenses, al encontrar rutas de ataque que el ejército mexicano no defendía por considerarlas impracticables. 
Asciende a Comandante tras la Batalla de Cerro Gordo en abril de 1847. Participa en la Batalla de Contreras, la Batalla de Churubusco, y la Batalla de Chapultepec, donde resulta herido al enfrentarse a los cadetes del colegio militar. Al finalizar la guerra es ascendido a teniente coronel.

## West Point y Texas
Se le destina tres años en Fort Carroll en el puerto de Baltimore, Maryland, tras de lo cual es nombrado superintendente de la Academia Militar de West Point en 1852. Durante sus tres años al mando mejorará los edificios y cursos, y dedicará mucho de su tiempo a estar con los cadetes. Su hijo George Washington Custis Lee entrará en West Point en ese período, graduándose en 1854 como el primero de su promoción.
En 1855, Lee es nombrado teniente coronel del Segundo de Caballería de Estados Unidos (bajo el mando del coronel Albert Sidney Johnston) y es enviado a la frontera de Texas, donde ayuda a proteger a los colonos de los ataques de los apaches y los comanches. No fueron años felices para Lee, que tenía que permanecer lejos de su familia por largos espacios de tiempo, especialmente porque su mujer estaba cada vez más enferma. Adicionalmente su suegro George Washington Parke Custis murió en 1857, lo que complicó aún más las cosas para él. Aun así Lee volvía a casa en cuanto tenía ocasión.
Lee se encontraba en Washington cuando el abolicionista John Brown ataca el arsenal federal de Harpers Ferry, en octubre de 1859. Recibe orden del Secretario de guerra (equivalente a Ministro en EE. UU.) el 17 de octubre, informando de una sublevación de esclavos en Virginia, y se le pone al mando de los destacamentos de las milicias de Maryland y Virginia, soldados de Fort Monroe, y marines, para sofocar la sublevación y arrestar a sus líderes. El teniente J.E.B. Stuart, que se encontraba casualmente en Washington por negocios, recibe permiso para acompañar a Lee en su misión. Cuando Lee llega esa noche, la milicia de la zona había cercado a Brown y sus partidarios en la caseta del coche de bomberos en el arsenal con varios rehenes blancos tomados de las familias de esclavistas de la zona. Lee rodea la casa con tropas y envía a Stuart a entregar una demanda de rendición inmediata a primera hora del 18 de octubre. Cuando Brown la rechaza y pide paso franco fuera de la ciudad como condición para liberar a los rehenes, Stuart se lo señala a Lee y Lee envía los marines al asalto de la caseta. Unos tres minutos después el ataque había finalizado, con dos marines caídos y cuatro de los partidarios de Brown muertos. El mismo Brown fue gravemente herido y capturado.
Lee participa en el interrogatorio de Brown esa misma tarde, y entrega a Brown y sus partidarios al estado de Virginia el 19 de octubre. Vuelve a casa por corto tiempo, pues al poco se le ordena que vuelva al transbordador de Harper en noviembre, al mando de un destacamento de tropas federales para proteger el arsenal de futuros ataques. El 9 de diciembre, una semana después del ahorcamiento de Brown, Lee recibe orden de volver a casa. Testifica ante el Senado sobre el ataque y vuelve a su regimiento el 10 de febrero de 1860. Cuando Texas se separa de la Unión en febrero de 1861, Lee es llamado de vuelta a Washington D. C., a la espera de futuras órdenes. Mientras tanto Lee fue ascendido a coronel  por parte del propio Lincoln.

## Guerra de Secesión

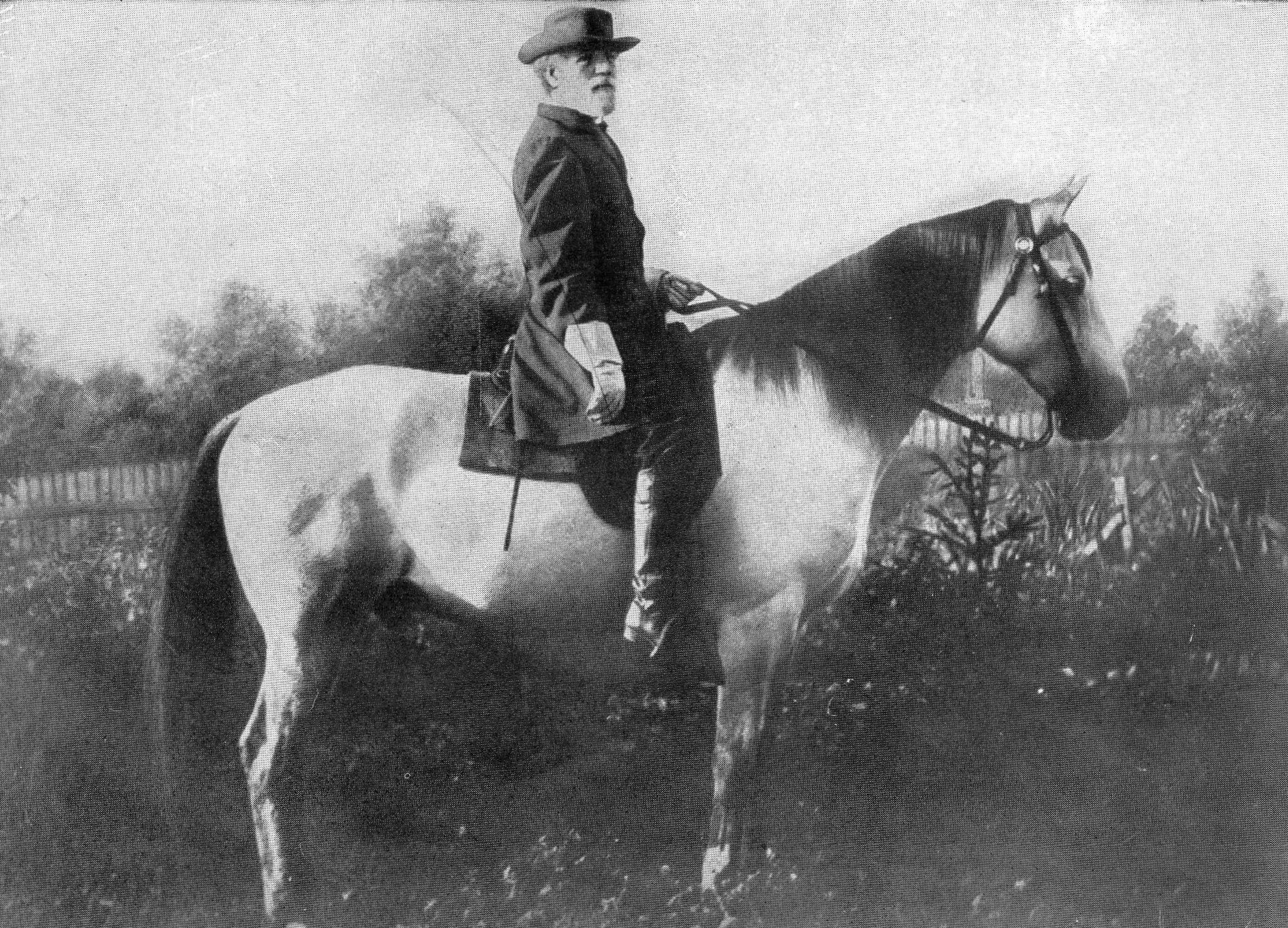
Lee montado en Traveller (septiembre de 1866)

Robert E. Lee fue el general del ejército de los Estados Confederados (del sur) que se opusieron a la abolición de la esclavitud en la guerra civil de EE.UU. entre 1861 y 1865.
Al principio de 1861, cuando la guerra entre los estados del sur y del norte parecía inminente, el presidente Abraham Lincoln (a través del secretario de Guerra Simon Cameron) le ofreció el mando del ejército de la Unión, ofrecimiento que Lee declinó. El 20 de abril, tres días después de que el estado de Virginia declarara su secesión de la Unión, Lee presentó su renuncia en el Ejército estadounidense. El 14 de mayo fue designado como general de las tropas confederadas y un mes después comandante general de las fuerzas terrestres y navales de Virginia. Durante años fue asesor militar del presidente de la Confederación Sureña, Jefferson Davis y se le concedió el mando del ejército de Virginia del Norte después de que el anterior general Johnston cayese herido. 
Desde entonces libró grandes batallas entre las cuales sobresalen las de Siete Días, Antietam, Fredericksburg, Chancellorsville, Gettysburg y Cold Harbor. En febrero de 1865 Lee fue nombrado comandante general de todos los ejércitos confederados. Dos meses más tarde la guerra finalizó con su rendición al general Ulysses S. Grant en Appomattox.

## Últimos años
Tras la guerra, solicitó inútilmente la amnistía oficial. Aceptó la presidencia del Washington College (ahora Universidad Washington y Lee en Lexington, Virginia) en 1865, un oscuro colegio que ofrecía clases de negocios, periodismo y español. Lee le da un giro e impone un simple concepto del honor — "Solo hay una regla, y es que todo estudiante es un caballero" — que todavía permanece hoy en la Washington and Lee y otra serie de colegios. Orienta el colegio para atraer estudiantes masculinos del Norte, y también del Sur, y en poco llega a ser una destacada institución. Como casi todos los colegios en los Estados Unidos por entonces y durante el siguiente siglo, en el colegio habrá segregación racial. Tras John Chavis, que había sido admitido en 1795, la Universidad no volverá a admitir un estudiante negro hasta 1966.

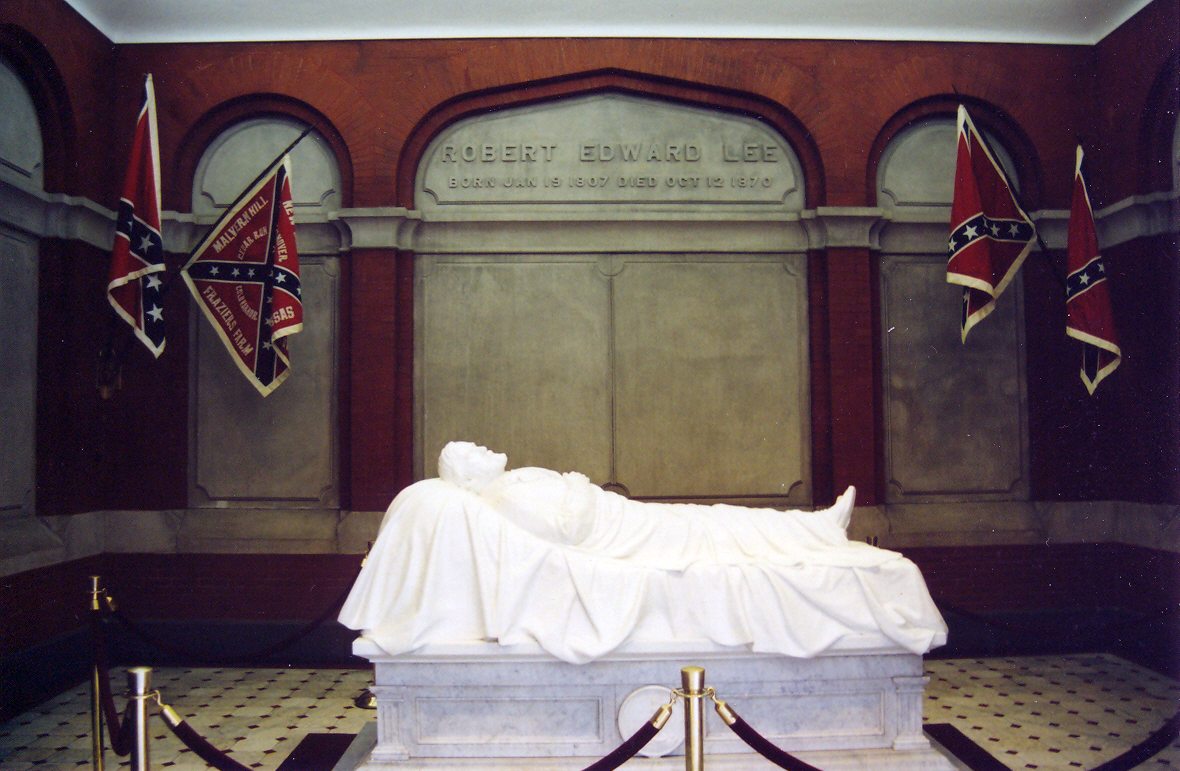
Monumento fúnebre de Robert E. Lee en la Capilla Lee de Lexington, Virginia, esculpida por Edward Valentine.

En la tarde del 28 de septiembre de 1870 Lee cae enfermo, incapaz de hablar coherentemente. Cuando llamaron a los médicos lo más que pudieron hacer por él fue acostarlo y esperar. Es casi seguro que Lee sufrió un accidente cerebrovascular (un ataque de ese tipo daña los lóbulos frontales del cerebro, impidiendo el habla). Su estado se complica al desarrollar una neumonía, una enfermedad secundaria frecuente en estos casos, y muere por ella en la mañana del 12 de octubre de 1870, dos semanas después del ataque. Es enterrado en una capilla de la Universidad.
La figura de Lee hoy en día se mantiene bajo discusión, ya que se suele sostener que no apoyaba la esclavitud (ejemplo de esto es su apoyo al plan de abolición de la esclavitud en 1864, su apoyo a la fundación de escuelas para esclavos en plantaciones, y su apoyo a la inclusión de soldados negros en el ejército confederado), aunque sí hay un consenso en su figura como perfecto caballero sureño. Esta imagen de Lee como caballero ya era respetada por sus contemporáneos, hasta tal punto que su muerte fue sentida por su rival y presidente Ulysses S. Grant.

## Indultos del Presidente Andrew Johnson

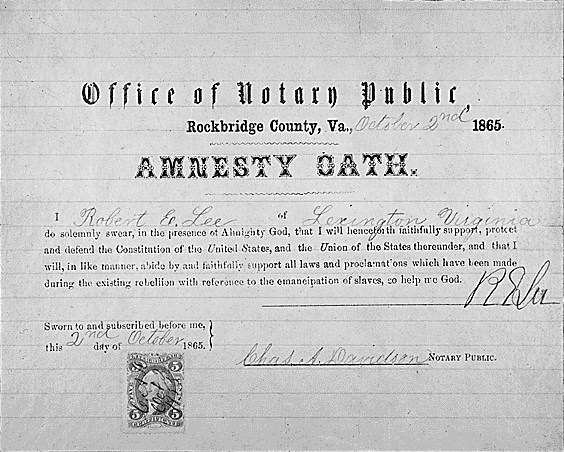
Juramento de amnistía presentado por Robert E. Lee en 1865

El 29 de mayo de 1865, el presidente Andrew Johnson emitió una Proclamación de Amnistía e Indulto para las personas que habían participado en la rebelión contra Estados Unidos. Sin embargo, había catorce clases exceptuadas, y los miembros de esas clases tenían que presentar una solicitud especial al presidente. Lee envió una solicitud a Grant y escribió al presidente Johnson el 13 de junio de 1865: "Siendo excluido de las provisiones de amnistía e indulto contenidas en la proclamación del 29 de Ulto; por la presente solicito los beneficios, y la completa restauración de todos los derechos y privilegios extendidos a aquellos incluidos en sus términos. Me gradué en la Academia Militar de West Point en junio de 1829. Renuncié al Ejército de los Estados Unidos en abril del 61. Fui General del Ejército Confederado, e incluido en la rendición del Ejército de Virginia del Norte el 9 de abril de 1865".
El 2 de octubre de 1865, el mismo día en que Lee fue investido presidente del Washington College en Lexington, Virginia, firmó su Juramento de Amnistía, cumpliendo así plenamente con la disposición de la proclamación de Johnson. Lee no fue indultado ni se le restituyó la ciudadanía.
Tres años después, el 25 de diciembre de 1868, Johnson proclamó una segunda amnistía que eliminaba las excepciones anteriores, como la que afectaba a Lee.

## Cultura popular
El vehículo Dodge Charger que aparece en la serie de televisión de CBS Los Dukes de Hazzard (1979-1985) fue bautizado como "General Lee". En la película de 2005 basada en esta serie, el vehículo es conducido frente a una estatua del General, mientras los ocupantes lo saludan.